# نیژنه کامنکا
نیژنه کامنکا (به لاتین: Nizhnekamenka) یک منطقهٔ مسکونی در روسیه است که در سرزمین آلتای واقع شده‌است.